# Soil Festivities
Soil Festivities är ett musikalbum med elektronisk musik komponerad och framförd av Vangelis.

## Låtlista
1. Movement 1 - 18:38
2. Movement 2 - 6:20
3. Movement 3 - 6:10
4. Movement 4 - 9:57
5. Movement 5 - 7:20